# Tunas do Paraná
Tunas do Paraná – miasto i gmina w Brazylii, w stanie Parana. Znajduje się w mezoregionie Metropolitana de Curitiba i mikroregionie Curitiba.